# Galatasaray Istanbul/Saison 1962/63
Die Saison 1962/63 von Galatasaray Istanbul war die 55. Saison in der Vereinsgeschichte und die 5. Saison in der türkischen Liga, der Millî Lig. Der Klub beendete die Saison auf dem 1. Platz und wurde zum zweiten Mal türkischer Meister. Die Türkiye Kupası gewannen die Gelb-Roten zum ersten Mal und im Europapokal der Landesmeister erreichte die Mannschaft das Viertelfinale.

## Personalien

### Kader
| Nat.       | Name               | Geburtsdatum  | im Verein seit | vorheriger Verein     |
| Torhüter   | Torhüter           | Torhüter      | Torhüter       | Torhüter              |
| ---------- | ------------------ | ------------- | -------------- | --------------------- |
| Turkei     | Bülent Gürbüz      | 1. Jan. 1930  | 1960           | Kasımpaşa Istanbul    |
| Turkei     | Turgay Şeren       | 15. Mai 1932  | 1949           | eigene Jugend         |
| Turkei     | Altay Yavuzarslan  | 1. Jan. 1942  | 1962           | Vefa Istanbul         |
| Abwehr     |                    |               |                |                       |
| Turkei     | Candemir Berkman   | 25. Dez. 1934 | 1957           | eigene Jugend         |
| Turkei     | Ahmet Karlıklı     | 1. Jan. 1930  | 1957           | Adalet SK             |
| Mittelfeld |                    |               |                |                       |
| Turkei     | Bahri Altıntabak   | 1. Jan. 1939  | 1960           | Göztepe Izmir         |
| Turkei     | Erol Boralı        | 1. Jan. 1943  | 1961           | Unbekannt             |
| Turkei     | Turan Doğangün     | 20. Aug. 1941 | 1962           | Unbekannt             |
| Turkei     | Ergun Ercins       | 1. Jan. 1935  | 1954           | Eskişehir Şekerspor   |
| Turkei     | Suat Mamat         | 8. Nov. 1930  | 1952           | Ankara Demirspor      |
| Turkei     | Talat Özkarslı     | 21. Sep. 1940 | 1961           | Göztepe Izmir         |
| Turkei     | Mustafa Yürür      | 26. Juni 1938 | 1959           | Beykozspor            |
| Angriff    |                    |               |                |                       |
| Turkei     | Nuri Asan          | 6. Aug. 1931  | 1962           | Unbekannt             |
| Turkei     | Kadri Aytaç        | 6. Aug. 1931  | 1962           | Fenerbahçe Istanbul   |
| Turkei     | Ahmet Berman       | 30. Nov. 1931 | 1959           | Beşiktaş Istanbul     |
| Turkei     | Ayhan Elmastaşoğlu | 23. Aug. 1941 | 1960           | Altay Izmir           |
| Turkei     | İlhan Geliş        | 1. Jan. 1936  | 1961           | Gençlerbirliği Ankara |
| Turkei     | Erdoğan Gökçen     | 1. Jan. 1934  | 1962           | Beşiktaş Istanbul     |
| Turkei     | Uğur Köken         | 28. Nov. 1937 | 1959           | eigene Jugend         |
| Turkei     | Tarık Kutver       | 1. Jan. 1940  | 1962           | Fatih Karagümrük SK   |
| Turkei     | Metin Oktay        | 2. Feb. 1936  | 1962           | Palermo               |
| Turkei     | İbrahim Ünal       | 1. Jan. 1935  | 1962           | Vefa Istanbul         |
| Turkei     | Erol Yanık         | 1. Jan. 1935  | 1962           | eigene Jugend         |

#### Transfers
| Zugänge | Abgänge |
| --- | --- |
| - Nuri Asan (Unbekannt) - Kadri Aytaç (Fenerbahçe Istanbul) - Altay Yavuzarslan (Vefa Istanbul) - Erdoğan Gökçen (Beşiktaş Istanbul) - Tarık Kutver (Fatih Karagümrük SK) - Metin Oktay (Palermo) - İbrahim Ünal (Vefa Istanbul) - Erol Yanık (eigene Jugend) | - Recep Adanır (Fatih Karagümrük SK) - Mete Basmacı (Vefa Istanbul) - Selçuk Hergül (Fatih Karagümrük SK) - Erol Kaynak (Izmirspor) - Niyazi Tamakan (Kasımpaşa Istanbul) - Samim Uygun (Karriere beendet) |

## Saison
Alle Ergebnisse aus Sicht von Galatasaray Istanbul.
Die Tabelle listet alle Millî-Lig-Spiele des Vereins der Saison 1962/63 auf. Siege sind grün, Unentschieden gelb und Niederlagen rot markiert.

### Millî Lig

#### Vorrunde
| ST | Datum              | Gegner                | Ort                        | Ergebnis  | Tor(e) für Galatasaray Istanbul                                                                                     |
| -- | ------------------ | --------------------- | -------------------------- | --------- | --- |
| 01 | 22. September 1962 | Göztepe Izmir         | Alsancak Stadı, Izmir      | 1:0 (0:0) | 1:0 Oktay (73.) |
| 02 | 23. September 1962 | Karşıyaka SK          | Alsancak Stadı, Izmir      | 1:1 (0:1) | 1:1 Ünal (62.) |
| 03 | 14. Oktober 1962   | Fatih Karagümrük SK   | Mithatpaşa Stadı, Istanbul | 1:0 (0:0) | 1:0 Kutver (59.) |
| 04 | 20. Oktober 1962   | Şeker Hilal           | Mithatpaşa Stadı, Istanbul | 5:2 (3:0) | 1:0 Aytaç (11.), 2:0 Temizer (16. Eigentor), 3:0 Doğangün (22.), 4:1 Ünal (71.), 5:1 Özkarslı (87.)                 |
| 05 | 21. Oktober 1962   | Gençlerbirliği Ankara | 19 Mayıs Stadı, Ankara     | 3:0 (1:0) | 1:0 Oktay (44. Elfmeter), 2:0 Oktay (60.), 3:0 Oktay (81.)                                                          |
| 06 | 3. November 1962   | Beykozspor            | Mithatpaşa Stadı, Istanbul | 1:1 (0:0) | 1:0 Altıntabak (59.)                                                                                                |
| 07 | 4. November 1962   | Feriköy SK            | Mithatpaşa Stadı, Istanbul | 3:2 (1:0) | 1:0 Kutver (12.), 2:0 Köken (46.), 3:0 Özkarslı (51.)                                                               |
| 08 | 9. Dezember 1962   | Beyoğluspor           | Mithatpaşa Stadı, Istanbul | 5:1 (2:0) | 1:0 Özkarslı (5.), 2:0 Elmastaşoğlu (18.), 3:1 Kutver (73.), 4:1 Elmastaşoğlu (75. Elfmeter), 5:1 Kutver (79.)      |
| 09 | 22. Dezember 1962  | Ankara Demirspor      | Mithatpaşa Stadı, Istanbul | 2:2 (1:0) | 1:0 Kutver (17.), 2:1 Aytaç (57.)                                                                                   |
| 10 | 30. Dezember 1962  | Altay Izmir           | Alsancak Stadı, Izmir      | 0:2 (0:1) | keine |
| 11 | 12. Januar 1963    | Fatih Karagümrük SK   | Mithatpaşa Stadı, Istanbul | 5:1 (1:1) | 1:1 Özkarslı (41.), 2:1 Ünlü (73. Eigentor), 3:1 Elmastaşoğlu (78.), 4:1 Mamat (85.), 5:1 Oktay (89. Elfmeter)      |
| 12 | 20. Januar 1963    | Beyoğluspor           | Mithatpaşa Stadı, Istanbul | 2:3 (2:3) | 1:2 Gökçen (21.), 2:2 Aytaç (34. Elfmeter)                                                                          |
| 13 | 2. Februar 1963    | Karşıyaka SK          | Mithatpaşa Stadı, Istanbul | 3:1 (2:0) | 1:0 Oktay (19. Elfmeter), 2:0 Oktay (44.), 3:0 Aytaç (53.)                                                          |
| 14 | 3. Februar 1963    | Şeker Hilal           | Mithatpaşa Stadı, Istanbul | 5:1 (3:0) | 1:0 Elmastaşoğlu (19.), 2:0 Oktay (30.), 3:0 Elmastaşoğlu (35.), 4:0 Oktay (49.), 5:1 Köken (88.)                   |
| 15 | 10. Februar 1963   | Göztepe Izmir         | Mithatpaşa Stadı, Istanbul | 3:1 (1:1) | 1:1 Oktay (13.), 2:1 Kutver (72.), 3:1 Köken (87.)                                                                  |
| 16 | 23. Februar 1963   | Beykozspor            | Mithatpaşa Stadı, Istanbul | 6:1 (2:0) | 1:0 Kutver (19.), 2:0 Elmastaşoğlu (33.), 3:0 Oktay (47.), 4:1 Oktay (59.), 5:1 Elmastaşoğlu (77.), 6:1 Oktay (84.) |
| 17 | 24. Februar 1963   | Feriköy SK            | Mithatpaşa Stadı, Istanbul | 1:0 (0:0) | 1:0 Elmastaşoğlu (60.)                                                                                              |
| 18 | 27. Oktober 1963   | Gençlerbirliği Ankara | Mithatpaşa Stadı, Istanbul | 2:1 (1:1) | 1:0 Oktay (11.), 2:1 Oktay (85.)                                                                                    |
| 19 | 3. März 1963       | Ankara Demirspor      | 19 Mayıs Stadı, Ankara     | 1:1 (1:0) | 1:0 Oktay (43. Elfmeter)                                                                                            |
| 20 | 16. März 1963      | Altay Izmir           | Mithatpaşa Stadı, Istanbul | 1:0 (0:0) | 1:0 Berman (85.) |

#### Finalrunde
| ST | Datum          | Gegner                | Ort                        | Ergebnis  | Tor(e) für Galatasaray Istanbul                                                                               |
| -- | -------------- | --------------------- | -------------------------- | --------- | --- |
| 01 | 7. April 1963  | Karşıyaka SK          | Alsancak Stadı, Izmir      | 1:1 (1:0) | 1:0 Oktay (1.)                                                                                                |
| 02 | 13. April 1963 | Gençlerbirliği Ankara | Mithatpaşa Stadı, Istanbul | 1:1 (0:1) | 1:1 Kutver (47.)                                                                                              |
| 03 | 14. April 1963 | Hacettepe             | Mithatpaşa Stadı, Istanbul | 0:0       | keine |
| 04 | 22. April 1963 | Istanbulspor          | Mithatpaşa Stadı, Istanbul | 6:0 (4:0) | 1:0 Mamat (17.), 2:0 Oktay (20.), 3:0 Köken (25.), 4:0 Oktay (35.), 5:0 Oktay (62. Elfmeter), 6:0 Köken (77.) |
| 05 | 24. April 1963 | Fenerbahçe Istanbul   | Mithatpaşa Stadı, Istanbul | 0:0       | keine |
| 06 | 27. April 1963 | Altay Izmir           | Mithatpaşa Stadı, Istanbul | 3:1 (3:0) | 1:0 Asan (20.), 2:0 Oktay (31.), 3:0 Oktay (43.)                                                              |
| 07 | 4. Mai 1963    | Kasımpaşa Istanbul    | Mithatpaşa Stadı, Istanbul | 5:2 (1:0) | 1:0 Oktay (15. Elfmeter), 2:0 Oktay (48.), 3:0 Oktay (54.), 4:0 Oktay (58.), 5:1 Kutver (73.)                 |
| 08 | 5. Mai 1963    | Beykozspor            | Mithatpaşa Stadı, Istanbul | 4:0 (1:0) | 1:0 Ünal (27.), 2:0 Yürür (64.), 3:0 Aytaç (77.), 4:0 Mamat (79.)                                             |
| 09 | 11. Mai 1963   | Ankara Demirspor      | Mithatpaşa Stadı, Istanbul | 2:0 (0:0) | 1:0 Kutver (65.), 2:0 Kutver (77.)                                                                            |
| 10 | 12. Mai 1963   | Izmirspor             | Mithatpaşa Stadı, Istanbul | 3:0 (2:0) | 1:0 Altıntabak (17.) 2:0 Aytaç (33.), 3:0 Kutver (56.)                                                        |
| 11 | 15. Mai 1963   | Beşiktaş Istanbul     | Mithatpaşa Stadı, Istanbul | 1:2 (1:2) | 1:1 Oktay (19.)                                                                                               |
| 12 | 18. Mai 1963   | Izmirspor             | Alsancak Stadı, Izmir      | 5:1 (0:1) | 1:1 Oktay (47.), 2:1 Aytaç (71.), 3:1 Oktay (76.), 4:1 Oktay (84. Elfmeter), 5:1 Kutver (87.)                 |
| 13 | 19. Mai 1963   | Altay Izmir           | Alsancak Stadı, Izmir      | 0:0       | keine |
| 14 | 25. Mai 1963   | Ankara Demirspor      | 19 Mayıs Stadı, Ankara     | 4:1 (3:0) | 1:0 Ataeri (32. Eigentor), 2:0 Kutver (39.), 3:0 Yürür (40.), 4:1 Köken (89.)                                 |
| 15 | 26. Mai 1963   | Gençlerbirliği Ankara | 19 Mayıs Stadı, Ankara     | 3:2 (2:1) | 1:1 Köken (36.), 2:1 Berman (40.), 3:2 Ünal (74.)                                                             |
| 16 | 29. Mai 1963   | Istanbulspor          | Mithatpaşa Stadı, Istanbul | 0:0       | keine |
| 17 | 12. Juni 1963  | Beykozspor            | Mithatpaşa Stadı, Istanbul | 3:1 (1:0) | 1:0 Oktay (24. Elfmeter), 2:0 Kutver (47.), 3:0 Yürür (52.)                                                   |
| 18 | 15. Juni 1963  | Hacettepe             | 19 Mayıs Stadı, Ankara     | 6:1 (3:0) | 1:0 Kutver (17.), 2:0 Kutver (32.), 3:0 Oktay (42.), 4:0 Oktay (46.), 5:0 Oktay (59.), 6:0 Köken (78.)        |
| 19 | 19. Juni 1963  | Fenerbahçe Istanbul   | Mithatpaşa Stadı, Istanbul | 1:1 (0:0) | 1:1 Oktay (85.)                                                                                               |
| 20 | 22. Juni 1963  | Kasımpaşa Istanbul    | Mithatpaşa Stadı, Istanbul | 2:0 (0:0) | 1:0 Ünal (73.), 2:0 Oktay (78.)                                                                               |
| 21 | 23. Juni 1963  | Karşıyaka SK          | Mithatpaşa Stadı, Istanbul | 3:0 (2:0) | 1:0 Aytaç (8.), 2:0 Aytaç (41.), 3:0 Oktay (78.)                                                              |
| 22 | 26. Juni 1963  | Beşiktaş Istanbul     | Mithatpaşa Stadı, Istanbul | 1:0 (0:0) | 1:0 Oktay (50. Elfmeter)                                                                                      |

### Türkiye Kupası
| Runde        | Datum             | Gegner           | Ort                        | Ergebnis  | Tor(e) für Galatasaray Istanbul                                                                 |
| ------------ | ----------------- | ---------------- | -------------------------- | --------- | ----------------------------------------------------------------------------------------------- |
| 2R           | 7. Oktober 1962   | Zonguldakspor    | Şehir Stadı, Zonguldak     | 5:0 (2:0) | 1:0 Kutver (1.), 2:0 Aytaç (28.), 3:0 Köken (53.), 4:0 Aytaç (68.), 5:0 Kutver (76.)            |
| 3R           | 26. Dezember 1962 | Karşıyaka SK     | Mithatpaşa Stadı, Istanbul | 6:0 (2:0) | 1:0 Köken (4.), 2:0 Mamat (34.), 3:0 Oktay (51.), 4:0 Kutver (55.), 5:0 Kutver (78.), 6:0 Mamat |
| VF-Hinspiel  | 30. März 1963     | Altay Izmir      | Alsancak Stadı, Izmir      | 2:0 (0:0) | 1:0 Kutver (70.), 2:0 Kutver (72.)                                                              |
| VF-Rückspiel | 10. April 1963    | Altay Izmir      | Mithatpaşa Stadı, Istanbul | 1:1 (0:0) | 1:1 Berman (85.)                                                                                |
| HF-Hinspiel  | 1. Mai 1963       | Ankara Demirspor | 19 Mayıs Stadı, Ankara     | 4:0 (2:0) | 1:0 Asan (10.), 2:0 Oktay (40.), 3:0 Oktay (62.), 4:0 Oktay (81.)                               |
| HF-Rückspiel | 10. Juni 1963     | Ankara Demirspor | Mithatpaşa Stadı, Istanbul | 5:2 (3:1) | 1:0 Kutver (25.), 2:0 Altıntabak (28.), 3:1 Yürür (42.), 4:1 Altıntabak (59.), 5:2 Kutver (69.) |

#### Finale

##### Hinspiel
| Paarung              | Fenerbahçe Istanbul – Galatasaray Istanbul |
| Ergebnis             | 1:2 (0:1) |
| Datum                | 29. Juni 1963 |
| Stadion              | Mithatpaşa Stadı, Istanbul |
| Schiedsrichter       | Paul Schiller ( Österreich) |
| Tore                 | 0:1 Uğur Köken (40.) 0:2 Tarık Kutver (50.) 1:2 Selim Soydan (60.) |
| Fenerbahçe Istanbul  | Hazım Cantez – Basri Dirimlili, Özcan Köksoy, Avni Kalkavan – Şeref Has , Osman Göktan, Tuncay Becedek, Selim Soydan – Mustafa Güven, Özer Kanra, Asim Ferhatović Cheftrainer: Miroslav Kokotović ( Jugoslawien) |
| Galatasaray Istanbul | Turgay Şeren – Candemir Berkman, Talat Özkarslı, Bahri Altıntabak – Suat Mamat, Mustafa Yürür, Ahmet Berman, Metin Oktay – Kadri Aytaç, Tarık Kutver, Uğur Köken Cheftrainer: Gündüz Kılıç                       |

##### Rückspiel
| Paarung              | Galatasaray Istanbul – Fenerbahçe Istanbul |
| Ergebnis             | 2:1 (0:1) |
| Datum                | 30. Juni 1963 um 18:15 Uhr |
| Stadion              | Mithatpaşa Stadı, Istanbul |
| Schiedsrichter       | Josef Alfred Stoll ( Österreich) |
| Tore                 | 0:1 Lefter Küçükandonyadis (44., Elfmeter) 1:1 Bahri Altıntabak (51.) 2:1 Mustafa Yürür (71.) |
| Galatasaray Istanbul | Turgay Şeren – Ahmet Karlıklı, Candemir Berkman, Talat Özkarslı – Mustafa Yürür, Suat Mamat, Bahri Altıntabak, İbrahim Ünal – Metin Oktay, Uğur Köken, Kadri Aytaç Cheftrainer: Gündüz Kılıç                            |
| Fenerbahçe Istanbul  | Ali Filibeli – Özcan Köksoy, Avni Kalkavan, Tuncay Becedek – Şeref Has , Selim Soydan, Osman Göktan, Asim Ferhatović – Özer Kanra, Mustafa Güven, Lefter Küçükandonyadis Cheftrainer: Miroslav Kokotović ( Jugoslawien) |

### Europapokal der Landesmeister
| Runde        | Datum              | Gegner          | Ort                              | Ergebnis  | Tor(e) für Galatasaray Istanbul                                             |
| ------------ | ------------------ | --------------- | -------------------------------- | --------- | --------------------------------------------------------------------------- |
| VR-Hinspiel  | 9. September 1962  | Dinamo Bukarest | 23 August-Stadion, Bukarest      | 1:1 (0:0) | 1:0 Oktay (53.)                                                             |
| VR-Rückspiel | 16. September 1962 | Dinamo Bukarest | Mithatpaşa Stadı, Istanbul       | 3:0 (1:0) | 1:0 Oktay (13. Elfmeter), 2:0 Köken (51.), 3:0 Kutver (78.)                 |
| 1R-Hinspiel  | 7. November 1962   | Polonia Bytom   | Mithatpaşa Stadı, Istanbul       | 4:1 (2:1) | 1:0 Oktay (19. Elfmeter), 2:0 Oktay (29.), 3:1 Mamat (50.), 4:1 Oktay (57.) |
| 1R-Rückspiel | 7. November 1962   | Polonia Bytom   | Stadion Śląski, Chorzów          | 0:1 (0:1) | keine                                                                       |
| VF-Hinspiel  | 23. Januar 1963    | AC Mailand      | Mithatpaşa Stadı, Istanbul       | 1:3 (1:2) | 1:0 Köken (4.)                                                              |
| VF-Rückspiel | 13. März 1963      | AC Mailand      | Giuseppe-Meazza-Stadion, Mailand | 0:5 (0:2) | keine                                                                       |

## Statistiken

### Teamstatistik
| Wettbewerb                    | Punkte | daheim | daheim | daheim | daheim | daheim | auswärts | auswärts | auswärts | auswärts | auswärts | Gesamt | Gesamt | Gesamt | Gesamt | Gesamt | Tordifferenz |
| Wettbewerb                    | Punkte | Sp     | G      | U      | N      | TV     | Sp       | G        | U        | N        | TV       | Sp     | G      | U      | N      | TV     | Tordifferenz |
| ----------------------------- | ------ | ------ | ------ | ------ | ------ | ------ | -------- | -------- | -------- | -------- | -------- | ------ | ------ | ------ | ------ | ------ | ------------ |
| Millî Lig                     | 67:17  | 24     | 18     | 5      | 1      | 66:18  | 18       | 10       | 6        | 2        | 39:17    | 42     | 28     | 11     | 3      | 105:35 | +70          |
| Türkiye Kupası                | –      | 4      | 3      | 1      | 0      | 14:4   | 4        | 4        | 0        | 0        | 13:1     | 8      | 7      | 1      | 0      | 27:5   | +22          |
| Europapokal der Landesmeister | –      | 3      | 2      | 0      | 1      | 8:4    | 3        | 0        | 1        | 2        | 1:7      | 6      | 2      | 1      | 3      | 9:11   | –2           |
| Gesamt                        | 67:17  | 31     | 23     | 6      | 2      | 88:26  | 25       | 14       | 7        | 4        | 53:25    | 56     | 37     | 13     | 6      | 141:51 | +90          |

### Spielerstatistiken
| Spieler            | Millî Lig | Millî Lig | Millî Lig   | Millî Lig  | Türkiye Kupası | Türkiye Kupası | Türkiye Kupası | Türkiye Kupası | Europapokal der Landesmeister | Europapokal der Landesmeister | Europapokal der Landesmeister | Europapokal der Landesmeister | Total    | Total | Total       | Total      |
| Spieler            | Einsätze  | Tore      | Gelbe Karte | Rote Karte | Einsätze       | Tore           | Gelbe Karte    | Rote Karte     | Einsätze                      | Tore                          | Gelbe Karte                   | Rote Karte                    | Einsätze | Tore  | Gelbe Karte | Rote Karte |
| ------------------ | --------- | --------- | ----------- | ---------- | -------------- | -------------- | -------------- | -------------- | ----------------------------- | ----------------------------- | ----------------------------- | ----------------------------- | -------- | ----- | ----------- | ---------- |
| Bahri Altıntabak   | 14        | 2         | 0           | 0          | 5              | 3              | 0              | 0              | 0                             | 0                             | 0                             | 0                             | 19       | 5     | 0           | 0          |
| Nuri Asan          | 10        | 1         | 0           | 0          | 2              | 1              | 0              | 0              | 0                             | 0                             | 0                             | 0                             | 12       | 2     | 0           | 0          |
| Kadri Aytaç        | 29        | 9         | 0           | 0          | 8              | 2              | 0              | 0              | 6                             | 0                             | 0                             | 0                             | 43       | 11    | 0           | 0          |
| Candemir Berkman   | 37        | 0         | 0           | 0          | 7              | 0              | 0              | 0              | 6                             | 0                             | 0                             | 0                             | 50       | 0     | 0           | 0          |
| Ahmet Berman       | 36        | 2         | 0           | 0          | 7              | 1              | 0              | 0              | 6                             | 0                             | 0                             | 0                             | 49       | 3     | 0           | 0          |
| Erol Boralı        | 4         | 0         | 0           | 0          | 1              | 0              | 0              | 0              | 0                             | 0                             | 0                             | 0                             | 5        | 0     | 0           | 0          |
| Turan Doğangün     | 7         | 1         | 0           | 0          | 0              | 0              | 0              | 0              | 0                             | 0                             | 0                             | 0                             | 7        | 1     | 0           | 0          |
| Ayhan Elmastaşoğlu | 13        | 8         | 0           | 0          | 1              | 0              | 0              | 0              | 1                             | 0                             | 0                             | 0                             | 15       | 8     | 0           | 0          |
| Ergun Ercins       | 18        | 3         | 0           | 0          | 2              | 0              | 0              | 0              | 6                             | 0                             | 0                             | 0                             | 26       | 3     | 0           | 0          |
| İlhan Geliş        | 7         | 0         | 0           | 0          | 0              | 0              | 0              | 0              | 0                             | 0                             | 0                             | 0                             | 7        | 0     | 0           | 0          |
| Erdoğan Gökçen     | 3         | 1         | 0           | 0          | 0              | 0              | 0              | 0              | 0                             | 0                             | 0                             | 0                             | 3        | 1     | 0           | 0          |
| Bülent Gürbüz      | 16        | 0         | 0           | 0          | 1              | 0              | 0              | 0              | 0                             | 0                             | 0                             | 0                             | 17       | 0     | 0           | 0          |
| Ahmet Karlıklı     | 27        | 0         | 0           | 0          | 5              | 0              | 0              | 0              | 0                             | 0                             | 0                             | 0                             | 32       | 0     | 0           | 0          |
| Uğur Köken         | 34        | 8         | 0           | 0          | 7              | 3              | 0              | 0              | 6                             | 2                             | 0                             | 0                             | 47       | 13    | 0           | 0          |
| Tarık Kutver       | 40        | 17        | 0           | 0          | 7              | 9              | 0              | 0              | 6                             | 1                             | 0                             | 0                             | 53       | 27    | 0           | 0          |
| Suat Mamat         | 30        | 3         | 0           | 0          | 7              | 2              | 0              | 0              | 6                             | 1                             | 0                             | 0                             | 43       | 6     | 0           | 0          |
| Uğur Köken         | 4         | 0         | 0           | 0          | 1              | 0              | 0              | 0              | 0                             | 0                             | 0                             | 0                             | 5        | 0     | 0           | 0          |
| Metin Oktay        | 26        | 38        | 0           | 0          | 7              | 4              | 0              | 0              | 6                             | 5                             | 0                             | 0                             | 39       | 47    | 0           | 0          |
| Talat Özkarslı     | 30        | 4         | 0           | 0          | 6              | 0              | 0              | 0              | 5                             | 0                             | 0                             | 0                             | 41       | 4     | 0           | 0          |
| Turgay Şeren       | 22        | 0         | 0           | 0          | 7              | 0              | 0              | 0              | 6                             | 0                             | 0                             | 0                             | 35       | 0     | 0           | 0          |
| İbrahim Ünal       | 16        | 5         | 0           | 0          | 3              | 0              | 0              | 0              | 0                             | 0                             | 0                             | 0                             | 19       | 5     | 0           | 0          |
| Erol Yanık         | 7         | 0         | 0           | 0          | 0              | 0              | 0              | 0              | 0                             | 0                             | 0                             | 0                             | 7        | 0     | 0           | 0          |
| Altay Yavuzarslan  | 4         | 0         | 0           | 0          | 0              | 0              | 0              | 0              | 0                             | 0                             | 0                             | 0                             | 4        | 0     | 0           | 0          |
| Mustafa Yürür      | 22        | 3         | 0           | 0          | 5              | 2              | 0              | 0              | 6                             | 0                             | 0                             | 0                             | 33       | 5     | 0           | 0          |